# Agrotis bivirga
Agrotis bivirga là một loài bướm đêm trong họ Noctuidae.